# Солано (округ, Каліфорнія)
Шаблон:StateAbbr_ 38°16′ пн. ш. 121°56′ зх. д. / 38.27° пн. ш. 121.94° зх. д.
Округ Солано (англ. Solano County) — округ у штаті Каліфорнія, США. Ідентифікатор округу 06095.

## Історія
Округ утворений 1850 року.

## Демографія
За даними перепису 2000 року загальне населення округу становило 394542 осіб, зокрема міського населення було 378103, а сільського — 16439. Серед мешканців округу чоловіків було 198694, а жінок — 195848. В окрузі було 130403 домогосподарства, 97375 родин, які мешкали в 134513 будинках. Середній розмір родини становив 3,33.
Віковий розподіл населення поданий у таблиці:
| Стать    | До 15 років | 15-21 | 22-29 | 30-39 | 40-49 | 50-65 | 65-85 | Понад 85 |
| -------- | ----------- | ----- | ----- | ----- | ----- | ----- | ----- | -------- |
| Чоловіки | 47586       | 20964 | 21807 | 32698 | 32058 | 27884 | 14435 | 1262     |
| Жінки    | 45701       | 18658 | 19720 | 30471 | 31804 | 27765 | 19076 | 2653     |

## Суміжні округи
- Йоло — північ
- Сакраменто — схід
- Контра-Коста — південь
- Сонома — захід
- Напа — захід

## Виноски
1. ↑  U.S. Decennial Census. United States Census Bureau. Процитовано 31 травня 2014.
2. ↑  Historical Census Browser. University of Virginia Library. Архів оригіналу за 23 червня 2018. Процитовано 31 травня 2014.
3. ↑  Population of Counties by Decennial Census: 1900 to 1990. United States Census Bureau. Процитовано 31 травня 2014.
4. ↑  Census 2000 PHC-T-4. Ranking Tables for Counties: 1990 and 2000 (PDF). United States Census Bureau. Процитовано 31 травня 2014.
5. ↑  State & County QuickFacts. United States Census Bureau. Архів оригіналу за 3 серпня 2011. Процитовано 6 квітня 2016. [Архівовано 2011-08-03 у Wayback Machine.](англ.) Наведено за англійською вікіпедією.
6. ↑  American FactFinder. Бюро перепису населення США. Архів оригіналу за 26 лютого 2012. Процитовано 31 січня 2008. [Архівовано 2008-05-21 у Wayback Machine.]

| США | Це незавершена стаття з географії США. Ви можете допомогти проєкту, виправивши або дописавши її. |